# Farrukhan il Giovane
Farrukhan il Giovane (in persiano Farrukhan-e Kuchak, noto anche come il Sordo (Korbali); fl. VIII secolo) fu un nobile membro della dinastia dei Dabuyidi, che esercitò la reggenza sul Tabaristan per conto del nipote Khurshid. Fratello dell'ispahbadh Dadhburzmihr, governò tra il 740/41 e il 747/48.

## Biografia

Mappa del Tabaristan e dei territori confinanti.

Farrukhan era il figlio minore di Farrukhan il Grande, primo sovrano (ispahbadh) della dinastia dei Dabuyidi come risulta dalle monete coniate durante il suo regno. Secondo la tradizione, i Dabuyidi avevano costituito la loro dinastia come regnanti, pressoché indipendenti, del Tabaristan negli anni 640, durante i tumulti avvenuti all'epoca della conquista islamica della Persia e al collasso dell'impero sasanide. Essi pagavano il solo tributo di vassallaggio al califfato arabo, e governarono, nonostante i ripetuti tentativi di invasione da parte dei musulmani, mantenendo la loro autonomia anche in virtù della inaccesibilità del loro territorio. Una recente interpretazione delle fonti di P. Pourshariati, comunque, sostiene che Farrakhan il Grande fu colui che effettivamente stabilì il regno della famiglia sopra il Tabaristan, intorno agli anni 670.
Farrukhan il Grande ebbe come successore il figlio maggiore, Dadhburzmihr, che morì nel 740/41. a Lui successe il figlio, Khurshid, che al tempo aveva solo sei anni. Poco prima della sua morte, Dadhburzmihr nominò Farrukhan il Giovane come reggente di Khurshid fino a quando questi non avrebbe raggiunto la maggiore età. Farrukhan regnò sul Tabaristan per i successivi sei anni, anche se ciò non trova riscontro nella monetazione del periodo, poiché le monete riportano il nome di Khurshid dal 741 in poi. La reggenza di Farrukhan coincide con i tentativi fatti dai Dabuyidi per rafforzare la loro posizione nei confronti del califfato Omayyade; essi approfittarono delle turbolenze del terza guerra civile islamica per ribellarsi contro il califfo Marwan II, e inviarono un'ambasciata alla cinese Dinastia Tang nel 746, il cui re le riconobbe ("re Hu-lu-ban") come un principe vassallo.
Quando Khurshid divenne maggiorenne, Farrukhan si preparò a lasciare, ma i suoi figli non furono dello stesso avviso e tentarono di usurpare il trono. Il loro complotto fu scopertoo da una schiava, di nome Varmja Haraviya, che avvertì Khurshid. Con l'aiuto dei figli di un cugino, Jushnas, Khurshid sconfisse e fece imprigionare i figli di Farrukhan. Successivamente sposò Varmja Haraviya, mentre i figli di Jushnas ottennero dei posti di rilievo nella corte.